# Warfhuizen
Warfhuizen (Gronings: Waarfhoezen) is een dorp in de gemeente Het Hogeland in het noorden van de Nederlandse provincie Groningen. Het dorp telde in 2023 volgens het CBS 200 inwoners. Warfhuizen ligt in de landstreek de Marne, tussen 1990 en 2018 ook de naam van de gemeente. Daarvoor behoorde Warfhuizen tot de gemeente Leens. Sinds 2003 heeft Warfhuizen bekendheid gekregen als rooms-katholieke bedevaartplaats.

## Geschiedenis
Warfhuizen bestaat uit twee kernen op twee wierden die onderdeel vormen van de oude kwelderrug die van Warfhuizen via Zuurdijk en Ewer naar Panser liep. De wierden werden ergens in de middeleeuwen (voor 700) aangelegd aan weerszijden van een kreek die afwaterde op de monding van de Hunze en later werd vergraven tot het Warfhuisterloopdiep, die het Mensingeweersterloopdiep en de Kromme Raken verbindt met het Hunsingokanaal als oude trekvaart tussen Ulrum en Groningen. Op Werfhusen (van werf; "kunstmatige heuvel op de klei" en huizen; "huizen op de wierde"), de noordelijke en grootste, bevat de oude kerk (het huidige Mariaheiligdom en de kluis) en de eigenlijke dorpskern. De kleinere en zuidelijke heet Burum (van 'bûr'; "buurman", "landman"; "buurtgenoten") en ademt als buurtschap nog steeds de sfeer van vroeger tijden uit. In 1398 komt het dorp voor het eerst voor in de annalen. Op 26 maart 1584 (niet toevallig het feest van de patroonheilige van het dorp) werd het in brand gestoken door boze Friezen uit wraak voor het feit dat Verdugo van hieruit een strooptocht naar Friesland ondernam.
| 512 | 465¹ | 353² | 414 | 407³ | 414³ | 424³ | 505 | 419³ | 434 | 432 | 384 | 315 | 210 | 205 | 195 | 205 | 200 |
| ¹inclusief 12 in het hervormde armenhuis ²exclusief 183 buiten bebouwde kom: Barnegaten, Roodehaan, Schouwen en Schouwerzijl (gedeeltelijk) ³inclusief scheepsbewoners: 1879: 16; 1889: 32; 1899: 30; 1920: 11 |      |      |     |      |      |      |     |      |     |     |     |     |     |     |     |     |     |

In de loop der eeuwen breidde het dorp zich uit langs de verbindingsweg tussen de twee wierden (nu de Baron van Asbeckweg, zie borgen) en langs het Warfhuisterloopdiep. Vanaf het midden van de 19e eeuw kwam langs het diep enige industriële ontwikkeling tot stand, waarvan de vlasfabriek aan de Vaart Oostzijde begin 20e eeuw de belangrijkste was. Deze werd in 1920 door de Coöperatieve Vereniging voor Vlasbewerking Hunsingo - Westerkwartier gekocht van de N.V. Appingedammer Vlasfabriek. In 1922 werd de fabriek echter alweer gesloten. Er bevindt zich nu een jachthaventje op de plek van de vroegere vlasfabriek. Warfhuizen was in de 19e en begin 20e eeuw een bloeiend dorp met meerdere winkels en kroegen. Begin 20e eeuw trad met de landbouwmechanisatie en de trek naar de stad echter ook de leegloop van het dorp in, dat zijn bedrijvigheid verloor en in de 20e eeuw gestaag daalde van ongeveer 500 naar 200 inwoners. De klap over het diep werd in 1968 vervangen door een vaste brug.

## Kerk, kluis en bedevaart

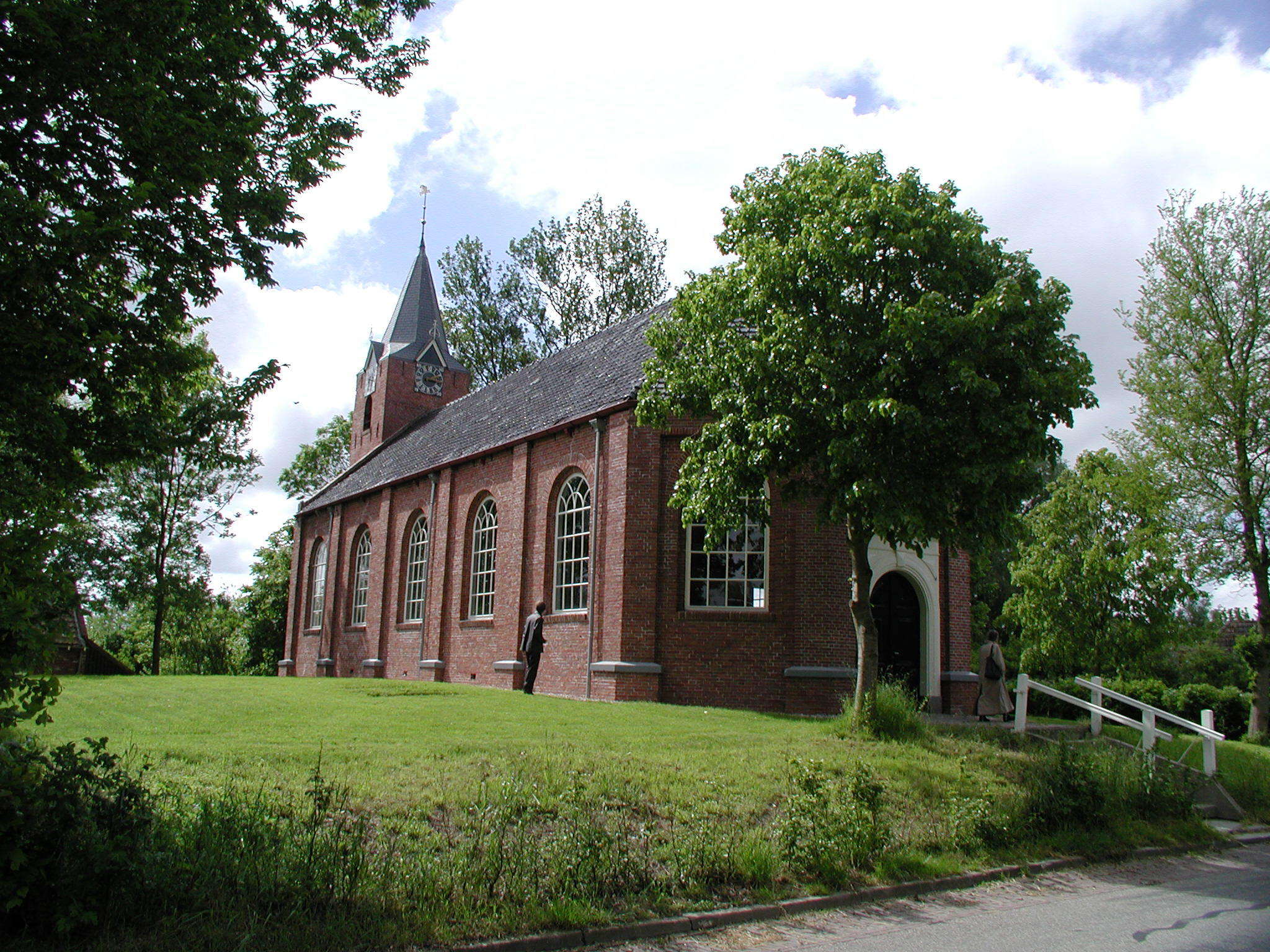
De kluis- en bedevaartkerk van Warfhuizen

#### Dorpskerk
In de 13e eeuw werd de romanogotische kerk, gewijd aan de heilige Liudger, gebouwd op de noordelijke wierde. Waarschijnlijk verving hij een nog oudere kerk. Hij ging na de reductie over in protestantse handen. In 1798 werd de huidige toren gebouwd, waarin later de 13e-eeuwse luidklok van de in 1829 afgebroken vrijstaande toren van de Sint-Nicolaaskerk van Oldenzijl werd gehangen, een van de oudste klokken van Nederland. Deze was door de Warfhuister houtkoper Berend Haayes Harkema in Oldenzijl gekocht nadat de klok van Warfhuizen bij het luiden was gescheurd. De Sint-Liudgerkerk zelf raakte begin 19e eeuw echter bouwvallig en werd - ook vanwege ruimtegebrek - gesloopt om in 1858 plaats te maken voor een nieuw neoclassicistisch kerkgebouw van vijf traveeën diep met driezijdige sluiting. De 17e-eeuwse herenbanken en een offerblok kregen een plaats in de nieuwe kerk. Volgens verschillende bronnen werd in 1855 het 18e-eeuwse orgel uit de toenmalige Remonstrantse kerk van Groningen naar Warfhuizen gebracht, maar dit moet op een misverstand berusten, want in dat jaar was er nog geen Remonstrantse kerk in de stad. Het huidige orgel werd in ieder geval in 1910 door Jan Doornbos omgebouwd (of geheel nieuw gebouwd uit oud materiaal, dat is niet helemaal duidelijk.) Het resultaat is een tweeklaviers orgel van oude registers en windladen, grotendeels uit de 17e en 18e eeuw. Rondom de kerk ligt een oude begraafplaats die tot ongeveer 1840 in gebruik is geweest. Bij de kerk hoorde een in de tweede helft van de 19e eeuw gebouwde pastorie, die is gelegen op een omgracht terrein met houten bruggetje aan de noordelijke rand van het dorp.

#### Secularisatie en verval
In de jaren zestig en zeventig werd te midden van de oprukkende secularisatie en een krimpende dorpsbevolking het kerkje opgeknapt, waarbij de pijpen van het orgel en de preekstoel wit werden geschilderd. De preekstoel werd ontdaan van trap en klankbord. Begin jaren zeventig werd de kerk echter alsnog gesloten. Nadat de kerkenraad weigerde om geld toe te leggen op het gebouw als voorwaarde voor overname door Stichting Oude Groninger Kerken, werd het voor het symbolische bedrag van een gulden verkocht aan een speculant die het gebouw wilde ombouwen tot een draaiorgelhal en poffertjeskraam. Omwonenden wisten dit te voorkomen, maar niet dat het gebouw in verval raakte.

#### Kluizenarij
In 2001 kreeg de kerk zijn religieuze functie terug, toen katholieken hem (terug)kochten om hem om te bouwen tot kluiskapel. Zij lieten hem restaureren en opknappen en gaven het interieur een uitbundige, grotendeels (neo-)barokke inrichting. In de travee tegen de toren werd een eenvoudige kluizenaarswoning gerealiseerd. In datzelfde jaar werd de kluis betrokken door broeder Hugo, heremiet, en werd het gebouw kluizenarij Onze Lieve Vrouwe van de Besloten Tuin gedoopt. Wel behield de kapel zelf officieel de heilige Liudger als patroon. Een gedeelte van het terrein rondom de kerk mag niet betreden worden, omdat het valt onder het clausuur, het afgesloten gebied dat de afzondering van de kluizenaar moet waarborgen.

#### Warfhuizen als bedevaartplaats
In 2003 werd in de kapel een beeld van Maria als moeder van smarten opgesteld dat, schijnbaar zonder enige aanleiding, een bedevaart op gang bracht. Dit genadebeeld, officieel Onze Lieve Vrouwe van de Besloten Tuin, is sindsdien beter bekend onder de naam Onze Lieve Vrouwe van Warfhuizen. Als gevolg daarvan werd het dorp in 2003 een drukbezocht Mariabedevaartsoord in het bisdom Groningen-Leeuwarden, dat bezocht wordt door pelgrims uit heel Nederland (waaronder veel uit het zuiden van het land,) Noord-Duitsland, België en incidenteel zelfs van nog verder weg. Warfhuizen is ook bekend vanwege de processies die er tijdens het bedevaartseizoen (van 1 mei tot 15 september) naartoe trekken, de enige in de provincie.

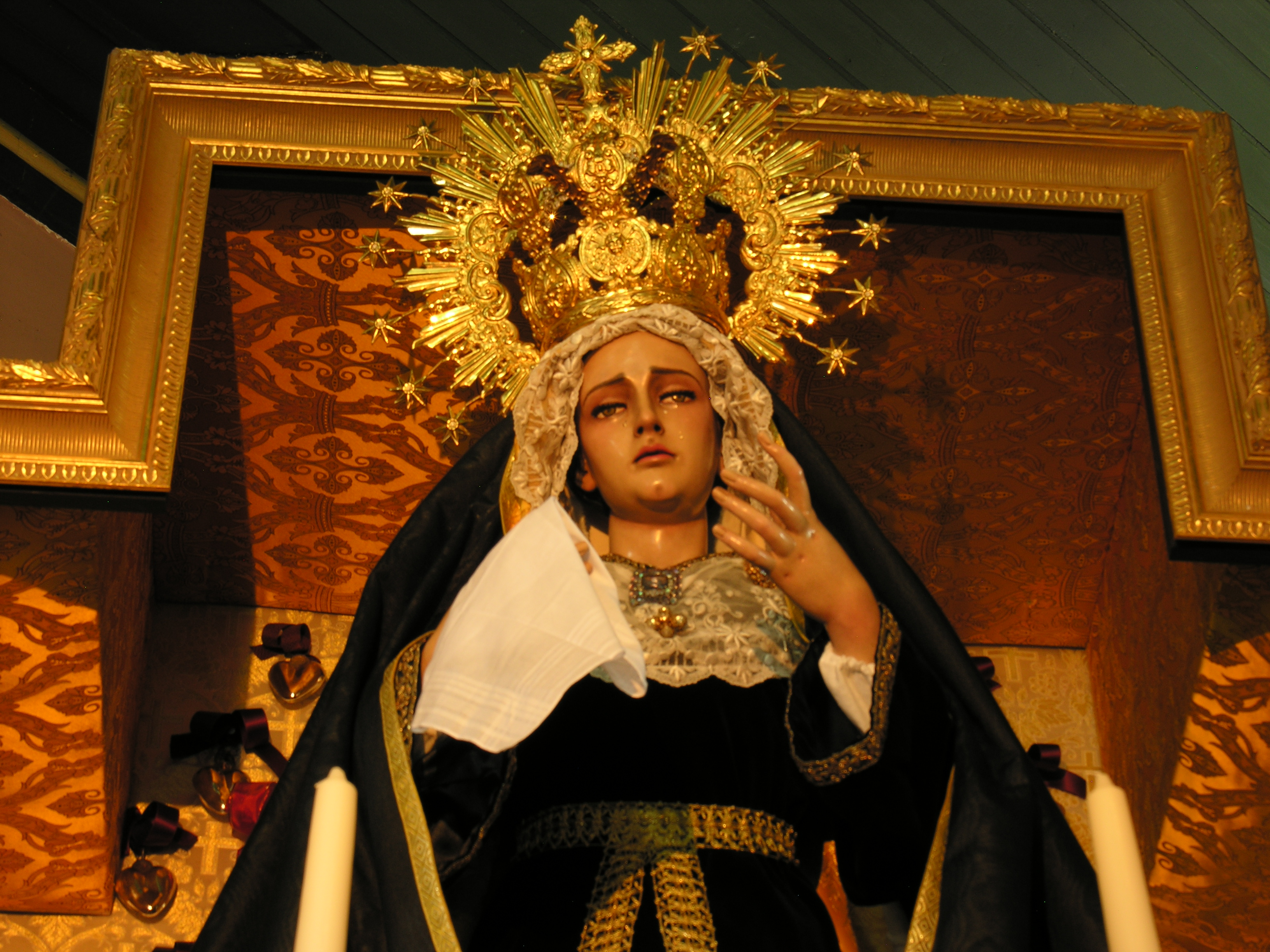
Onze-Lieve-Vrouwe van de Besloten Tuin in de kluiskapel
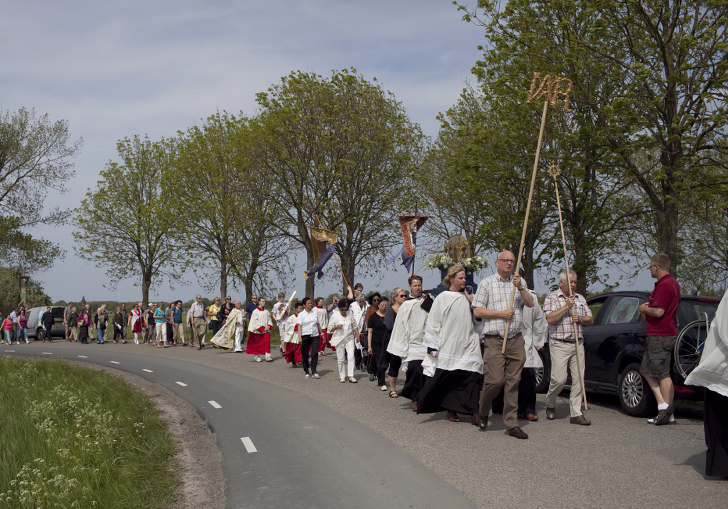
Een processie van bedevaartgangers trekt Warfhuizen binnen
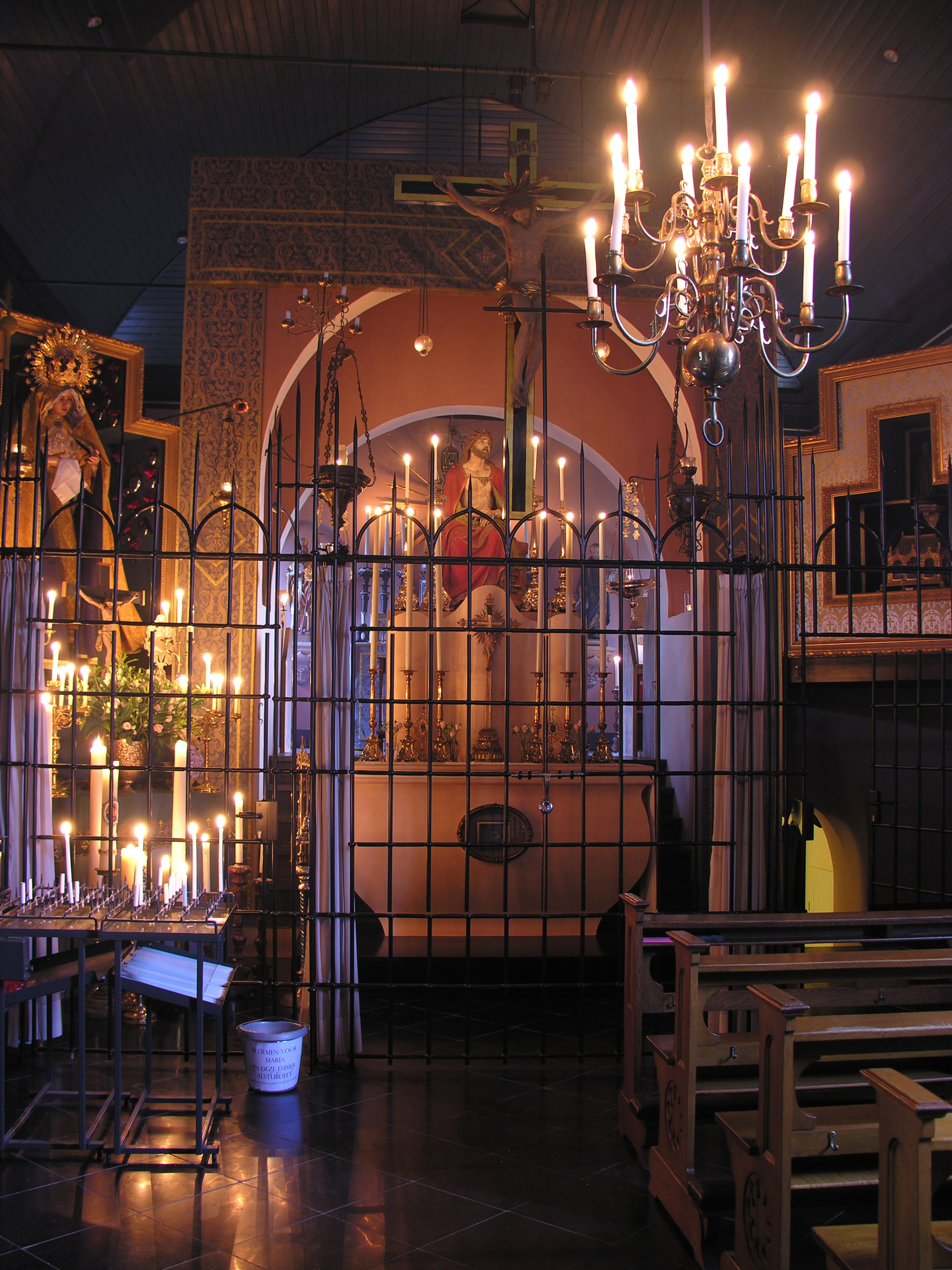
Het interieur van de Warfhuister bedevaartkerk
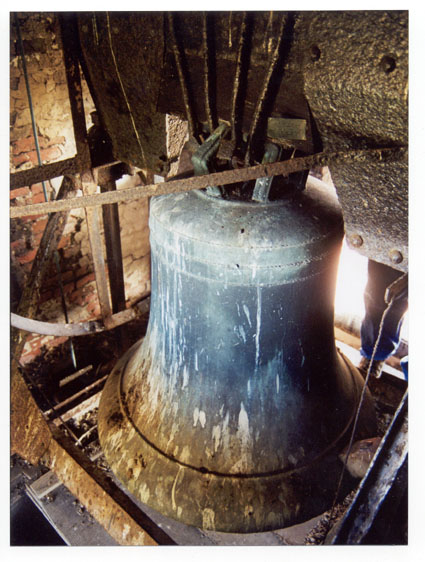
De 13e-eeuwse luidklok, een van de oudste van Nederland
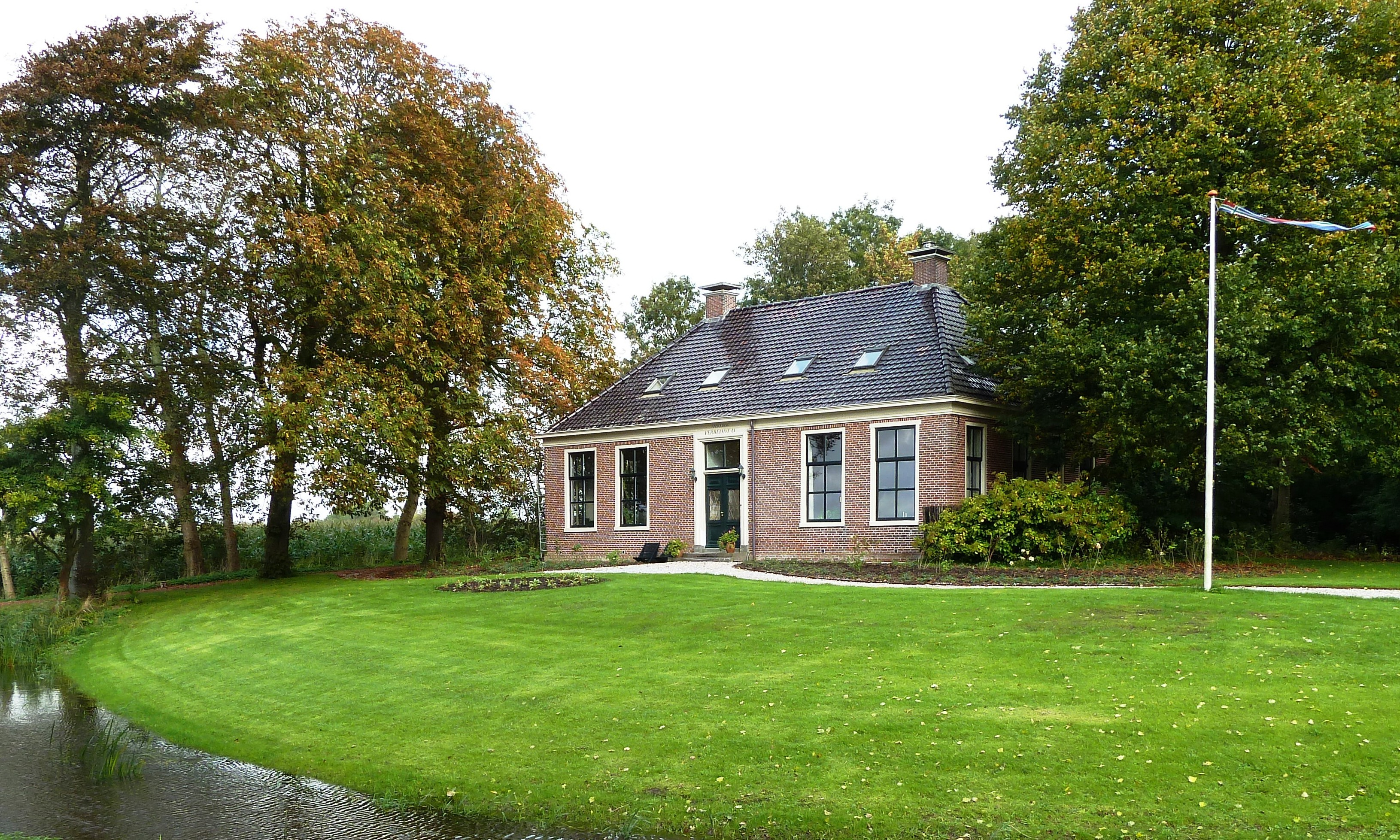
De 19e-eeuwse pastorie die oorspronkelijk bij de kerk hoorde

## Borgen

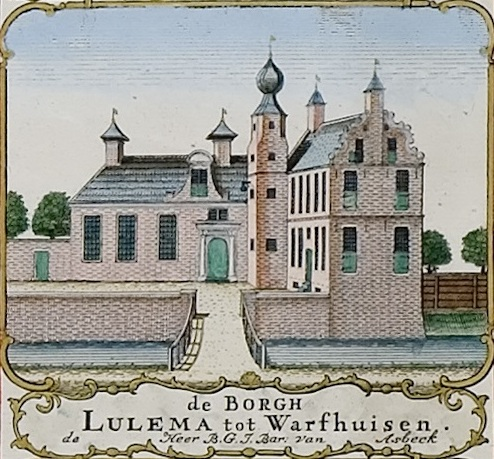
Lulemaborg op de kaart van Theodorus Beckeringh uit 1781

Warfhuizen had vroeger twee borgen, beiden gelegen aan oostzijde van de weg tussen Warfhuizen en Zuurdijk. De oudste was de Gaykingaborg (Huis ter Borgh), die rond 1280 werd gebouwd ten zuidoosten van Burum en rond 1580 door haar strategische ligging nabij het Reitdiep betrokken raakte bij de Tachtigjarige Oorlog: In 1583 werden er Spaanse soldaten gelegerd en tien jaar later werd de borg veroverd door Staatse troepen van Willem Lodewijk, waarop deze er een schans liet bouwen. De Gaykingaborg wordt na 1717 (het jaar van de Kerstvloed) niet meer genoemd en zal waarschijnlijk zijn vervallen. Van de restanten werd in 1789 de boerderij Ter Borg gebouwd, die in 1886 werd vernieuwd en nu een rijksmonument vormt.

#### Lulemaborg
De rol van de Gaykingaborg als kasteel van Warfhuizen werd overgenomen door de Lulemaborg die enkele decennia vóór het verval van Gaykinga ten zuidwesten van Burum werd gebouwd; ze wordt het eerst vermeld in 1654. De borg was in de loop van de geschiedenis in handen van de families Lulema, Clant, Entens, van Ewsum en uiteindelijk van Asbeck. In de eerste helft van de zeventiende eeuw hingen de bewoners nog de nieuwe protestantse godsdienst aan. In 1654 werd Lulema echter gekocht door Hillebrand Entens die in 1649 met de roomse juffer Allegonda de Mepsche getrouwd was. Entens nageslacht kwam zodoende in katholieke sferen terecht. De volgende bewoners hadden gemeen dat ze stijfkoppig Katholiek bleven. Jonker Titus van Ewsum werd zelfs aangeklaagd omdat hij een pagina uit de Heidelbergse Catechismus van een van zijn dienstboden had gescheurd. Op deze pagina werd de rooms-katholieke heilige Mis als een "vervloekte afgoderij" betiteld. Jonker Titus ontsnapte alleen aan een astronomisch hoge boete door te overlijden. De borg bleef nog lang een katholiek steunpunt op het Hogeland, van waaruit onder andere ook de eerste schuilkerk in de omgeving werd gebouwd, in Den Hoorn. In 1823 werd de borg op afbraak verkocht. De laat-17e-eeuwse zandstenen leeuwen met de wapens van Entens en Berum die bij de inrit stonden, werden gekocht door Hendrikus W. J. Torringa, de rijkste boer van Zuurdijk, die ze als pronkende dampalen bij de ingang van het erf van zijn Stoepemazathe (nu Stoepemaheerd, Hoofdweg 4) liet plaatsen, waar ze nog steeds staan. De afmetingen van het borgterrein zijn op luchtfoto's nog zichtbaar ten zuiden van het dorp (het weiland achter het elektriciteitshokje). Naar de laatste bewoner, baron van Asbeck, werd later de verbindingsweg tussen beide wierden (tevens de hoofdstraat van het dorp) "Baron van Asbeckweg" vernoemd.

## Andere gebouwen
Aan het diep stond vanaf 1851 de koren- en pelmolen "De Nijverheid" van Daniël Alijdus Büchli, die in 1955 werd onttakeld en in 1987 werd afgebroken. Het dorp heeft ook een vellenbloterij gehad en een vestiging van verzekeringsmaatschappij De Nederlanden van 1845.
In het dorp bevinden zich een aantal rentenierswoningen, waaronder het in 1864 gebouwde voorhuis met hals en schuur aan de Baron van Asbeckweg 57 en drie soortgelijke landelijke panden aan de Vaart Westzijde 6 (bevat de schouw uit de borg De Brake), 18 en 20. Vier andere landelijke panden bevinden zich aan de Baron van Asbeckweg 17, 25, 29 en 42. Aan de Baron van Asbeckweg 7 staat een 19e-eeuwse neoclassicistische kop-hals-rompboerderij en ten zuiden van het dorp staat aan de Roodehaansterweg 2 de eerder genoemde kop-hals-rompboerderderij Ter Borg, waarvan het voorhuis afgaande op de jaartalankers in 1789 werd gebouwd. Restanten van de vroegere borg liggen in het terrein achter de boerderij. Aan de Roodehaansterweg 3 staat nog de monumentale boerderij Blau Binhoes uit 1884. Ten noorden van Warfhuizen staat in een scherpe bocht van de Baron Van Asbeckweg de Luchtwachttoren 7O1 - Warfhuizen.

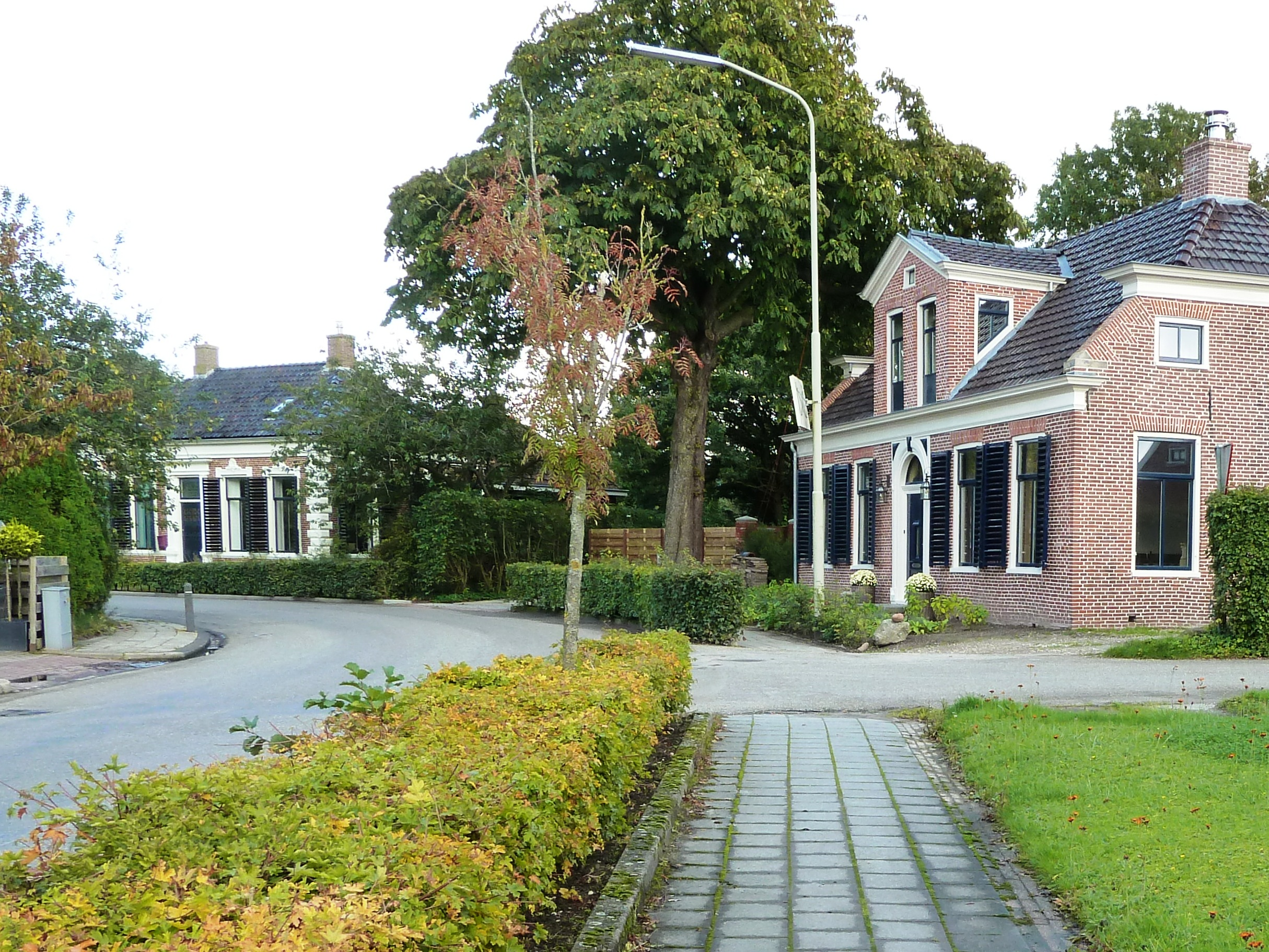
Fraaie panden aan de bocht in de Baron van Asbeckweg
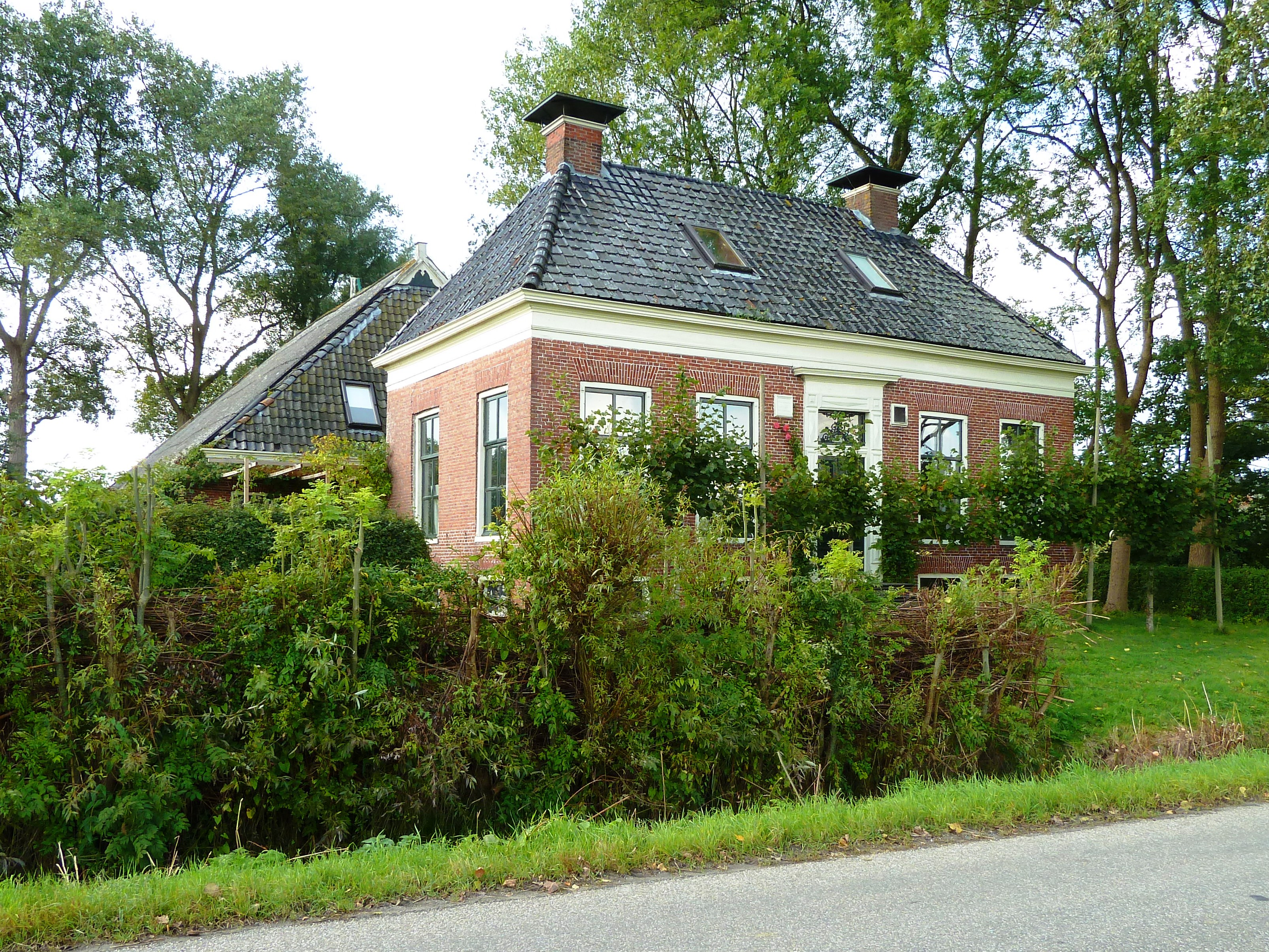
Rentenierswoning aan de Baron van Asbeckweg 57
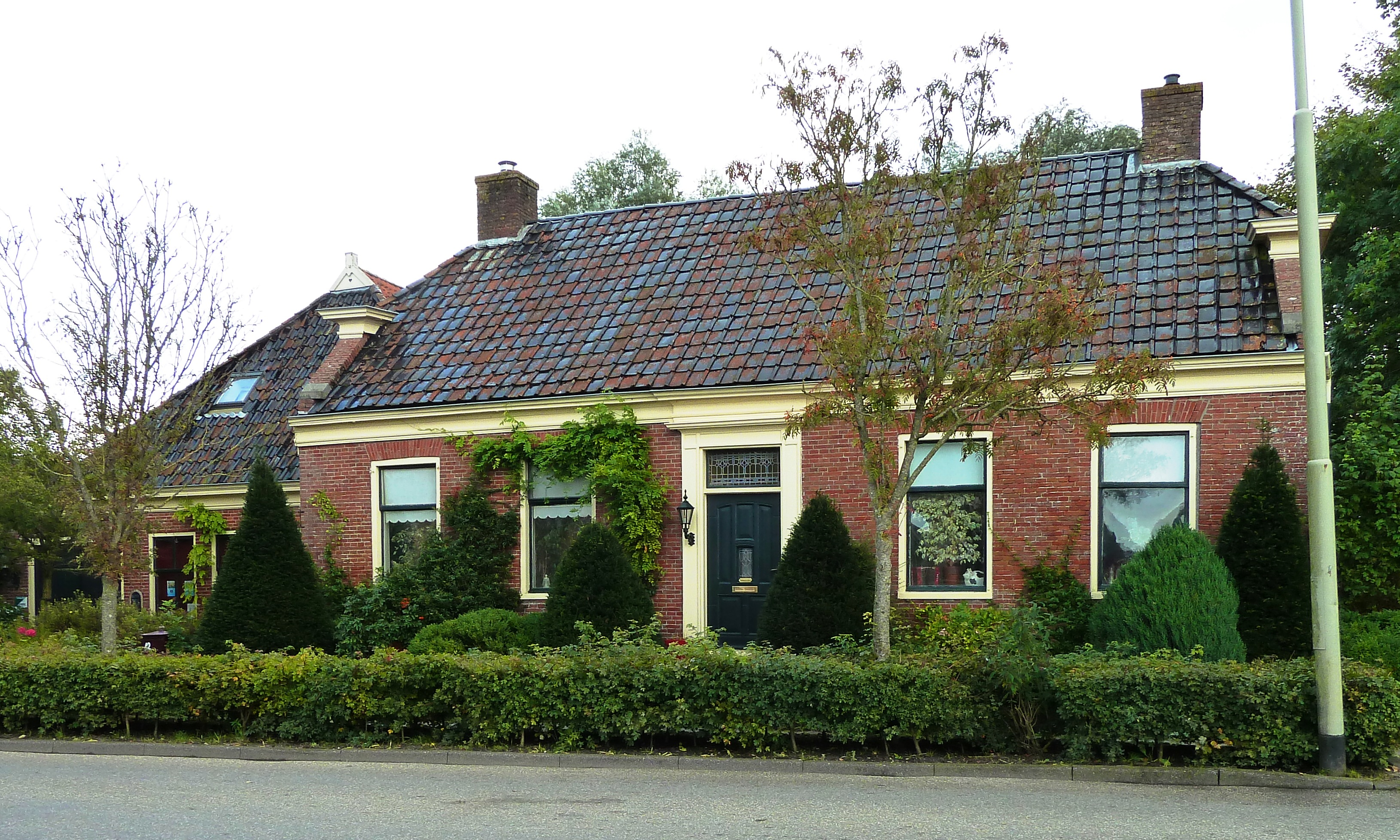
Landelijk pand aan de Baron van Asbeckweg 42
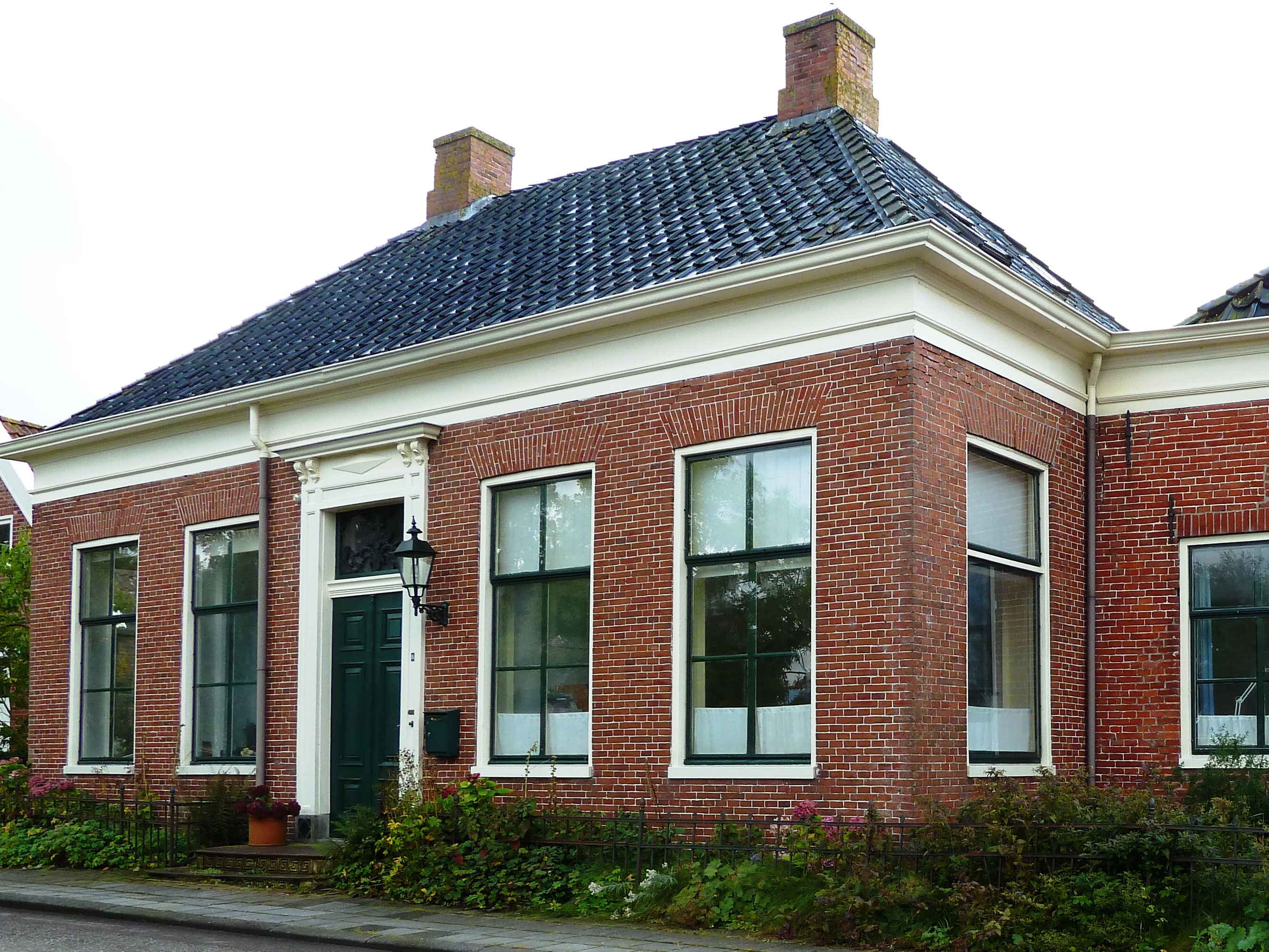
Landelijk pand aan Vaart Westzijde 6
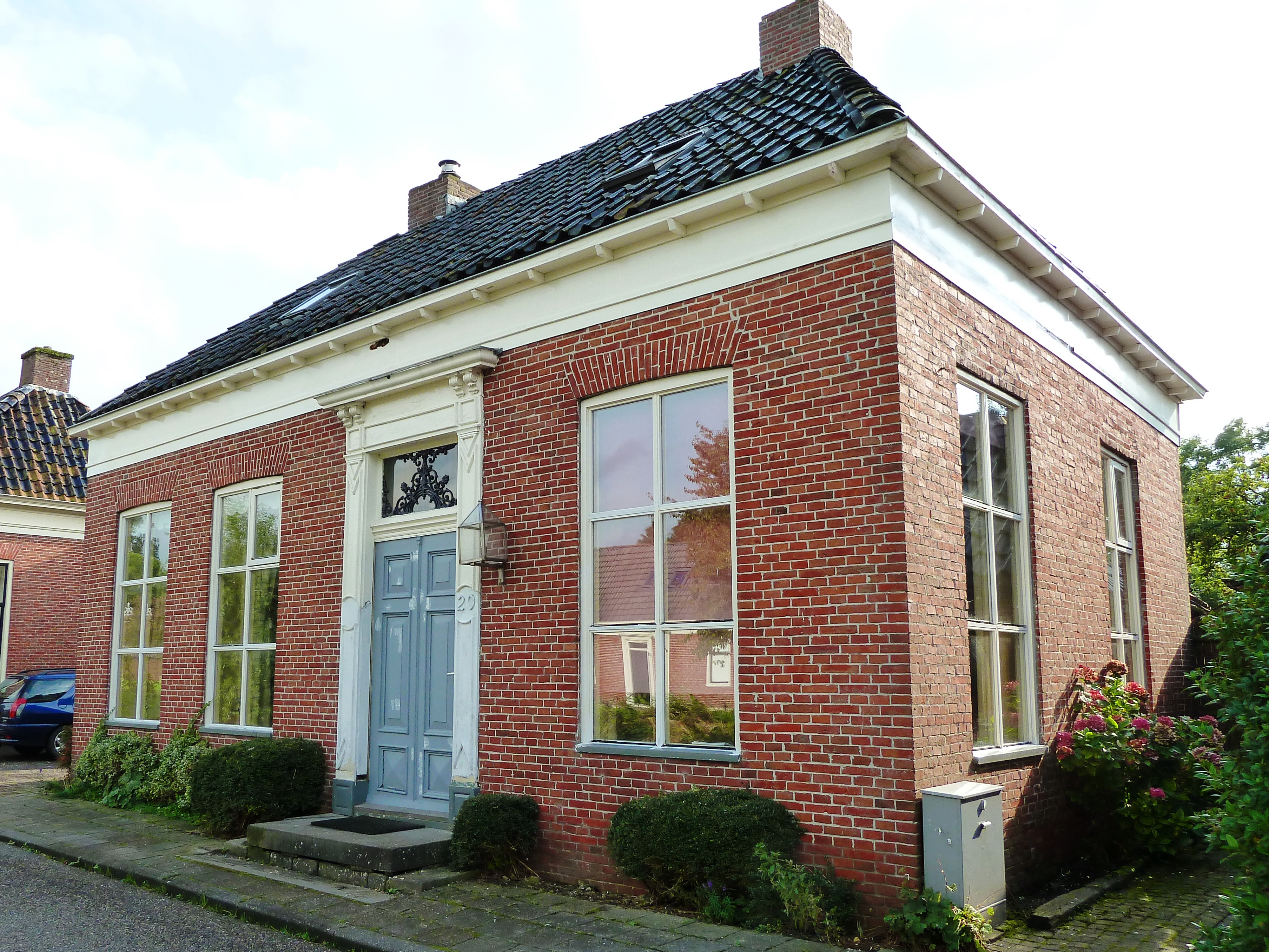
Landelijk pand aan Vaart Westzijde 20

## Bezienswaardigheden in de omgeving

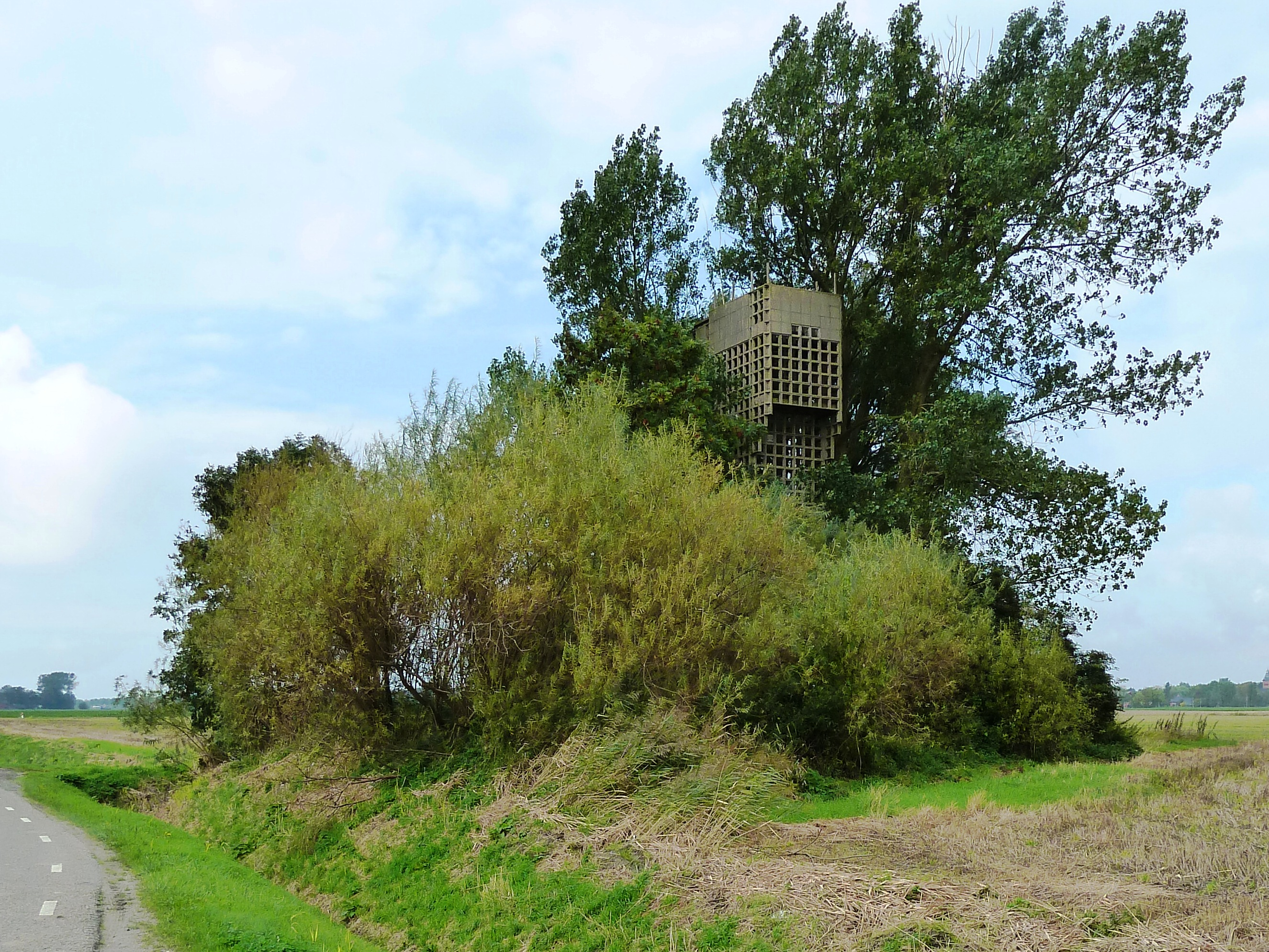
De luchtwachttoren

Ten oosten van het Warfhuizen ligt het riviertje de Kromme Raken, dat een onderdeel is van het stelsel van kleine waterwegen dat in Noord-Groningen "het marengebied" wordt genoemd. De maren zijn bij toeristen populair vanwege de mogelijkheden om er te kanoën. Ten noorden van Warfhuizen staat een oude luchtwachttoren. Ten westen liggen de buurtschappen Douwen en 't Stort. Ten zuiden ligt de buurtschap Roodehaan, waar een camping is gevestigd. Ten noordoosten van Warfhuizen ligt een verwilderde appelboomgaard die Abelstok vernoemd is naar de Abelstokstertil en het bijbehorende volksverhaal.

## Geboren
- Ype Wiersum (1856-1937), burgemeester van Leens
- Lucas Drewes (1870-1969), architect
- Peter Merx (1988), wielrenner